# Hjalmar Söderbaum
Per Hjalmar Söderbaum, född den 1 augusti 1840 i Hållnäs, Uppsala län, död den 8 april 1929, var en svensk skolman, son till prosten Johan Gustaf Söderbaum.
Söderbaum blev filosofie doktor i Uppsala 1866, adjunkt 1867, lektor 1889, rektor i Sundsvall 1876, Helsingborg 1884, Malmö 1894–1906. Han är begravd på Sankt Pauli mellersta kyrkogård i Malmö.